# Donaghadee
Donaghadee est une ville portuaire d'Irlande sur la mer d'Irlande dans le comté de Down.

## Géographie
Elle est située à 35 km au nord-nord-est de Downpatrick.

## Personnalités
- Dorothy Blackham (1896-1975), illustratrice, artiste et enseignante irlandaise, a vécu et est décédée à Donaghadee.